# Krótka sprzedaż
Krótka sprzedaż – sprzedaż akcji lub instrumentów dłużnych, które w chwili zawarcia umowy sprzedaży nie są własnością sprzedającego, w tym taka sprzedaż w sytuacji, gdy w chwili zawarcia umowy sprzedaży sprzedający pożyczył akcje lub instrumenty dłużne do celów ich dostawy przy rozrachunku lub uzgodnił ich pożyczenie.
Dla wykonania transakcji można nie mieć danych papierów („goła krótka sprzedaż”), jednak zwykle dopuszczalne jest jedynie sprzedawanie papierów wartościowych, które wcześniej zostały pożyczone. Realizacja krótkiej sprzedaży jest możliwa dzięki dwudniowemu (akcje i obligacje skarbowe) cyklowi rozliczeniowemu transakcji.

## Charakterystyka
Inwestor może dokonać krótkiej sprzedaży, jeśli przewiduje, że kurs danego papieru wartościowego będzie spadać. W przypadku rzeczywistego spadku jego wartości zyskiem brutto jest różnica między kwotą uzyskaną ze sprzedaży pożyczonych papierów wartościowych a kwotą zapłaconą za ich wykup. Natomiast zyskiem netto na rachunku inwestycyjnym jest zysk brutto po odjęciu wynagrodzenia dla pożyczkodawcy za udzielenie pożyczki oraz prowizji biura maklerskiego od kupna i sprzedaży akcji. W razie przeciwnego niż oczekiwany rozwoju sytuacji, tj. wzrostu ceny giełdowej papieru wartościowego powyżej ceny sprzedaży, inwestor odnotuje stratę.
Pożyczkodawcą papierów wartościowych (głównie akcji lub obligacji) jest zwykle dom maklerski, bank powierniczy lub fundusz inwestycyjny, fundusz emerytalny, zagraniczny inwestor.
Krótka sprzedaż ma inny charakter od inwestowania w wartość i nabywania praw (korporacyjnych – przy akcjach lub obligatariusza – przy obligacjach). W tym przypadku ze sprzedaży na skończony czas uzyskuje się środki pieniężne, a zysk wynikać będzie z korzyści z dysponowania pieniędzmi i zmniejszeniu wartości kursu papierów. Transakcję krótkiej sprzedaży akcji uważa się za bardziej ryzykowną niż tradycyjną transakcję kupna. Ma to związek z odmiennym profilem ryzyka (przy krótkiej sprzedaży pojawiają się zobowiązania do wykonania odkupienia), a ryzyko w tradycyjnej transakcji kupna jest ograniczone do kwoty zainwestowanej (kurs akcji może spaść do zera), w krótkiej sprzedaży strata nie ma ograniczenia (kurs akcji w odkupie może rosnąć dowolnie). Ze względu na powiązanie transakcji krótkiej sprzedaży z pożyczeniem papierów wartościowych, dodatkowo może pojawić się ryzyko konieczności zamykania pozycji w warunkach wymuszenia takiej operacji przez pożyczkodawcę.
Krótkiej sprzedaży nie stosuje się zwykle, gdy:
- spółka, której akcje są przedmiotem transakcji, ma korzystną sytuację fundamentalną,
- spółka, której akcje są przedmiotem transakcji, ma dobrą sytuację wynikającą z analizy technicznej,
- cena akcji spółki wyraźnie spadała w ostatnim okresie,
- spółka może wejść w fuzję z inną spółką.

Te przesłanki zwykle dają podstawy do oczekiwania wzrostu wartości akcji.
Dokonujący krótkiej sprzedaży realizuje zysk (lub stratę) w momencie odkupienia papierów i zwrotu pożyczki. W przypadku odpłatnego zbycia pożyczonych papierów wartościowych, zgodnie z ustawą o podatku dochodowym od osób prawnych, przychód ustalany jest na dzień zwrotu pożyczonych papierów (lub na dzień uzgodnionego zwrotu).
W przypadku zabezpieczonej krótkiej sprzedaży dodatkowym kosztem są opłaty (np. za udzielenie pożyczki papierów wartościowych) i konieczność dostarczenia zabezpieczenia.
Krótka sprzedaż jest uważana za wątpliwą moralnie.

## Krótka sprzedaż w Polsce
Przedmiotem zlecenia krótkiej sprzedaży w Polsce mogą być wyłącznie papiery wartościowe wpisane na listę publikowaną przez GPW, spełniające co najmniej jedno z poniższych kryteriów:
1. akcje wchodzące w skład indeksu giełdowego WIG20, lub
2. akcje biorące udział w tzw. rankingu płynności, które spełniają łącznie poniższe warunki:
  - wartość akcji w wolnym obrocie wyliczona na dzień rankingu płynności akcji wynosi co najmniej 300 milionów PLN, oraz
  - średnia dzienna wartość obrotów akcji w okresie ostatnich 6 miesięcy wyliczona na dzień rankingu płynności akcji wynosi co najmniej 2 miliony PLN, lub
  - akcje, których wartość w wolnym obrocie w dniu ich pierwszego notowania stanowi lub stanowiła co najmniej 1% wartości akcji w wolnym obrocie wszystkich spółek uczestniczących w rankingu płynności akcji, z zastrzeżeniem, że na podstawie tego kryterium akcje mogą być przedmiotem krótkiej sprzedaży jedynie w okresie 6 miesięcy od dnia ich pierwszego notowania, lub
  - papiery wartościowe emitowane przez Skarb Państwa lub Narodowy Bank Polski.

Podstawowa regulacja: ustawa o obrocie instrumentami finansowymi.